# Plein (Den Haag)
Het Plein is een vierhoekig plein in het centrum van Den Haag, dat in 1632 werd aangelegd en moest lijken op het Place Royale (tegenwoordig Place des Vosges) in Parijs. Wegens de nabijheid van het Binnenhof en de daargelegen vergaderplaatsen van regering en parlement wordt het Plein vaak gebruikt als plaats voor politieke protestdemonstraties en manifestaties.

## Geschiedenis
De graven van Holland hadden bij het Binnenhof twee toegangspoorten. De Stadhouderspoort ging naar het Buitenhof, de Grenadierspoort naar de tuinen, waar nu het Plein ligt. Hier waren ommuurde moes- en siertuinen. De tuin werd 'Kooltuin' en later 'Stadhouderstuin' genoemd en was wat groter dan het Plein nu is.
In de 17e eeuw was men van plan om het hele plein vol te bouwen. De toenmalige Stadhouder (Frederik Hendrik) was hier echter op tegen. Hij bepaalde in 1633 dat het gebied, zoals nieuwe pleinen in Parijs, leeg zou blijven en zou worden omringd door voorname stadswoningen.

## Gebouwen
Aan het Plein bouwden Amsterdam en Rotterdam hun logementen en liet graaf Johan Maurits het Mauritshuis bouwen met geld dat hij als gouverneur van Brazilië had verdiend.

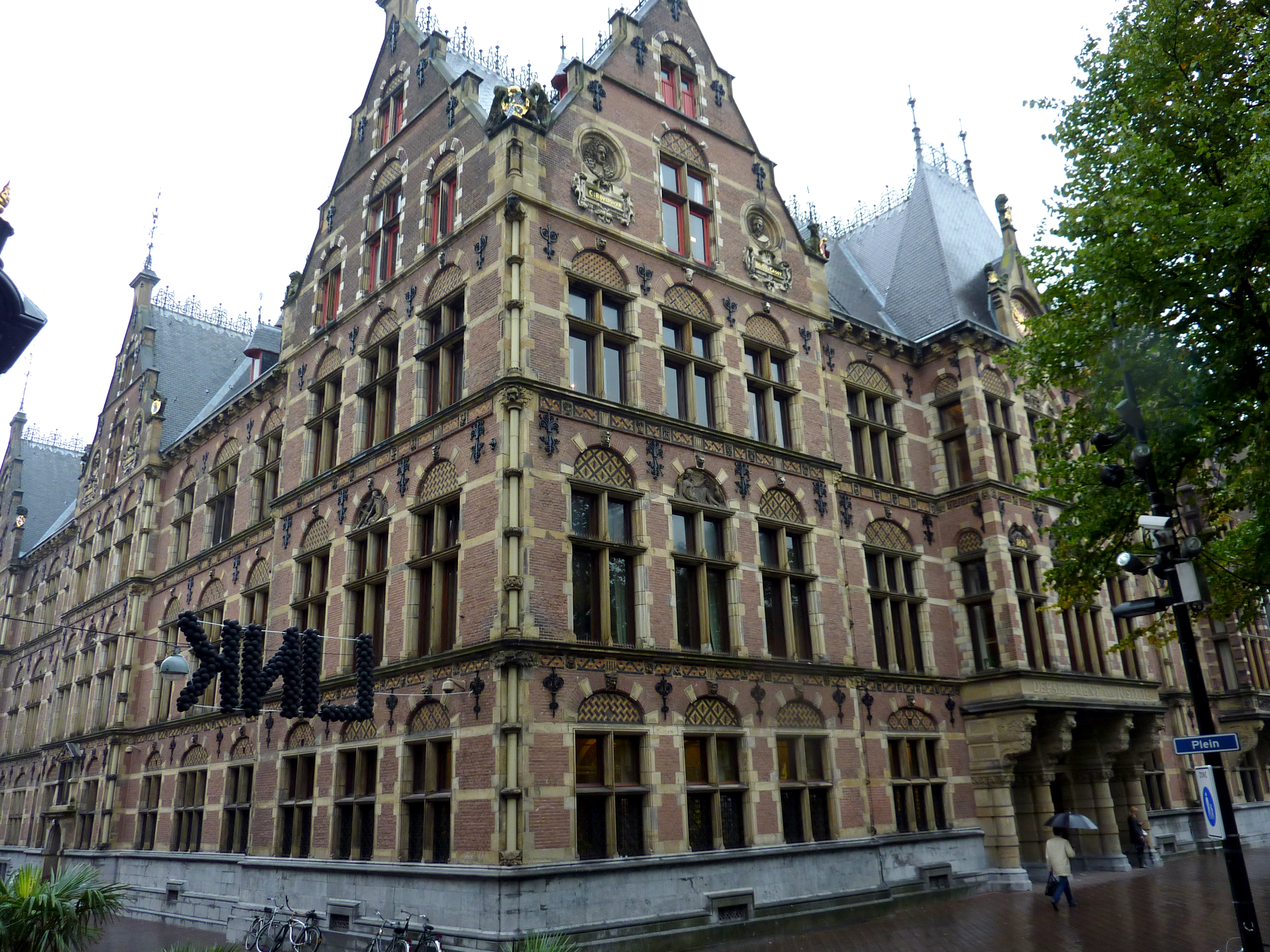
Ministerie van Justitie

### Westkant
Aan de westkant van het Plein kwam in 1861 een gebouw voor het Ministerie van Koloniën, ontworpen door architect W.N. Rose. De Hoge Raad kreeg een pand ernaast. Voor het gebouw stonden na de renovatie zes bronzen beelden van beroemde rechtsgeleerden uit de 17de eeuw. Het gebouw werd in 1988 afgebroken en vervangen door het nieuwe gebouw van de Tweede Kamer. De zes rechtsgeleerden staan sinds 2015 bij het nieuwe kantoor van de Hoge Raad aan het Korte Voorhout.
Op de hoek van het Plein en de Lange Poten bouwde Constantijn Huygens het Huygenshuis tussen 1634-1637. Hij woonde er onder anderen met zijn zoon Christiaan Huygens. Hiernaast kwam de bovengenoemde Hoge Raad. Het huis van Huygens werd in 1876 afgebroken en vervangen door het Ministerie van Justitie van architect C.H. Peters, ontworpen in neorenaissancestijl.

### Noordkant
Aan de noordkant van het Plein (nr. 24) ligt Sociëteit de Witte. De naam heeft de sociëteit te danken aan het feit dat het originele gebouw wit was. Het werd vervangen in 1870. Het nieuwe gebouw kreeg er rond 1900 nog een extra vleugel bij. Tussen De Witte en het Mauritshuis loopt de Korte Vijverberg. Het Mauritshuis heeft onder deze straat door een verbinding naar de Witte een uitbreiding van het museum.

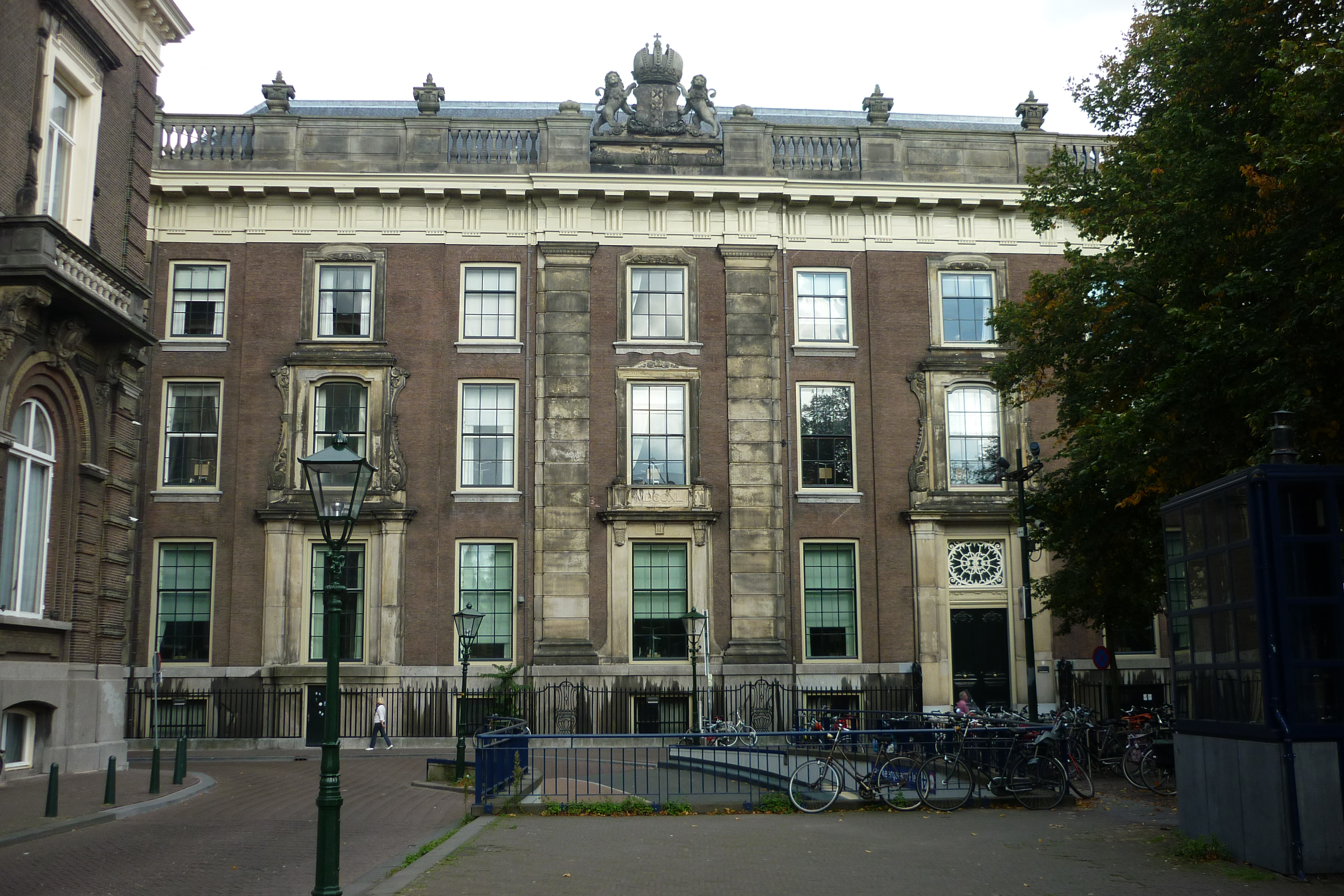
Logement van Amsterdam

### Oostkant
Aan de oostkant (nr. 19) ligt het Logement van Amsterdam uit 1737. De stad Amsterdam had voor zijn afgevaardigden al diverse kleinere logementen gehad, maar besloot in 1737 drie panden, waaronder het voormalige huis van Huygens, op het Plein af te laten breken en er een groot pand te bouwen in statige barokstijl. Hoog in de gevel staat het Amsterdamse wapen. Achter de gevel was het huis in twee delen gesplitst; een deel was logement voor de afvaardiging naar de Staten van Holland en een deel voor de vertegenwoordiging bij de Staten Generaal. Het gebouw werd ook gebruikt voor representatie.
In 1814 zijn Wilhelmina van Pruisen en haar dochter Louise er komen wonen. Daartoe maakte men het gebouw, dat nu 'Paleis aan het Plein' werd genoemd, tot een eenheid en voorzag de voornaamste vertrekken van empire decoratie en meubilair. In 1839 ging haar achterkleinzoon, de latere [koning Willem III er wonen met zijn echtgenote Sophie van Württemberg. Hun eerste zonen werden hier geboren: Willem en Maurits.
Toen in 1912 het 'Huis aan de Bassecourt' op het Buitenhof werd afgebroken om ruimte te maken voor het verkeer verhuisde het ministerie van Buitenlandse Zaken dat hier gevestigd was, -ook vanwege de behoefte aan representativiteit- naar het Amsterdamse Logement, waar het tot 1985 bleef. In de tuin was toen inmiddels al het nieuwe Rijksarchief gebouwd. In de Tweede Wereldoorlog werd het gebouw gebruikt door de Reichkommisar der besetzten Niederländischen Gebiete, Arthur Seyss-Inquart. Na verbouwingen heeft nu de Tweede Kamer het in gebruik.
Een van de horecagelegenheden aan de oostkant is gevestigd in een monumentaal voormalig bankgebouw, De Haagsche Kluis.

### Zuidkant

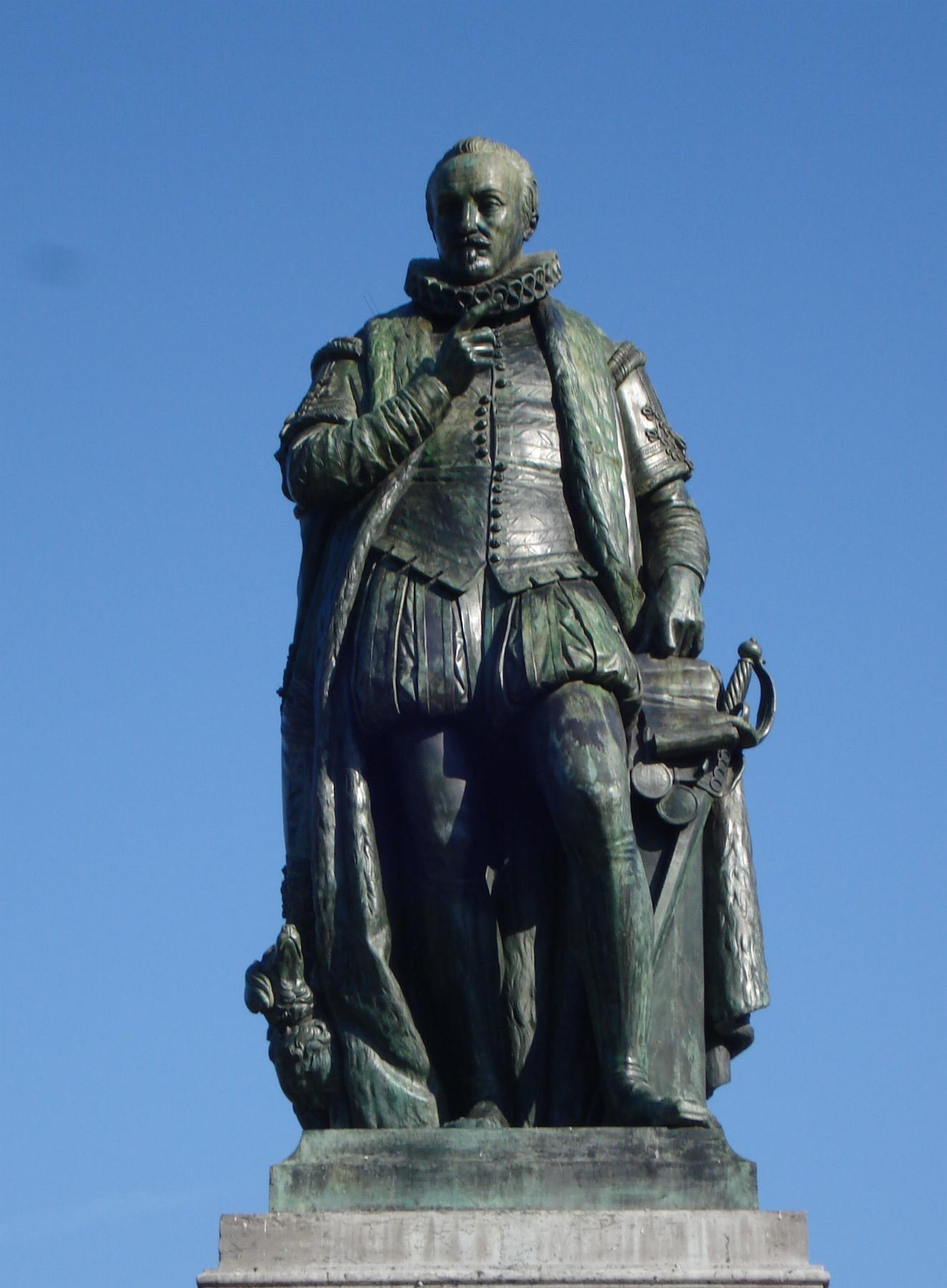
Standbeeld van Willem van Oranje op het Plein

Aan de zuidkant van het Plein, tussen de Lange Poten en Korte Poten, staat het Logement van Rotterdam, dat bij het ministerie van Defensie in gebruik is. Daarnaast zijn er enkele grote horecagelegenheden gevestigd.

### Standbeeld
Midden op het Plein staat op een hoge sokkel een standbeeld van Willem van Oranje van de hand van Louis Royer. In de linkerhand heeft de prins een document waarop de namen van de steden die de Nederlandse opstand tegen de Spanjaarden begonnen. Bij zijn rechterbeen is de hond afgebeeld die volgens de overlevering een van de moordaanslagen op zijn baas heeft kunnen verhinderen. Het beeld werd onthuld in 1848, slechts drie jaar nadat het ruiterstandbeeld van de Vader des Vaderlands voor Paleis Noordeinde was geplaatst. Bij de herinrichting van het Plein is het standbeeld een kwartslag gedraaid en sindsdien kijkt de prins niet meer naar het Binnenhof, maar naar het zuidoosten.

### Ondergrondse parkeergarage
Onder het Plein is sinds de jaren 80 van de 20ste eeuw een ondergrondse parkeergarage.

## Openbaar vervoer
Veel Haagse tramlijnen passeerden tussen 1880 en 1940 het Plein op hun dagelijkse route. In de eerste helft van de twintigste eeuw was het Plein de belangrijkste overstaplocatie in Den Haag, waar vanaf 1927-28 ook de intercommunale lijnen hun eindpunt hadden. De stadslijnen bereikten of verlieten het Plein via het Binnenhof (tot in 1924), de Korte Vijverberg, de Lange Houtstraat, de zeer krappe H(e)erenstraat, de Korte Poten, en de Lange Poten. De interlokale lijnen reden via Korte Vijverberg en Lange Houtstraat. Er was een periode een lus om het hele plein, met diverse aftakkingen en passeer-sporen. In de loop der jaren passeerden hier de elektrische lijnen A, 1, 3, 4, 6, 8, 9, 13, I-1, I-2, en I-3. Plus diverse (wilde) buslijnen. Na 1927 alleen nog buslijnen van de HTM. Tussen 1927 en 1930 kwamen er dagelijks zeven tramlijnen. In 1931 verdwenen de laatste stadstramlijnen van het Plein en uit de straten eromheen. In augustus 1940 moest op last van de Duitse bezetter het Plein ontdaan worden van alle tramlijnen, zodat hun soldaten er konden paraderen. Na de Tweede Wereldoorlog zijn zij niet teruggekeerd, evenals de buslijnen. De intercommunale lijnen werden "tijdelijk" verplaatst naar de Turfmarkt. Het tramstation aldaar zou tot in 1983 in gebruik blijven.
Tegenwoordig is het plein voor een groot deel ingenomen door terrasjes van de omliggende horecabedrijven. Er is ook een gebouwtje met de ingang van de onder het Plein gelegen parkeergarage.

## Bijzondere gebouwen
- Logement van Amsterdam
- Logement van Rotterdam
- De Haagsche Kluis
- Nieuwe of Littéraire Sociëteit De Witte
- Departement van Justitie
- Tweede Kamer der Staten-Generaal

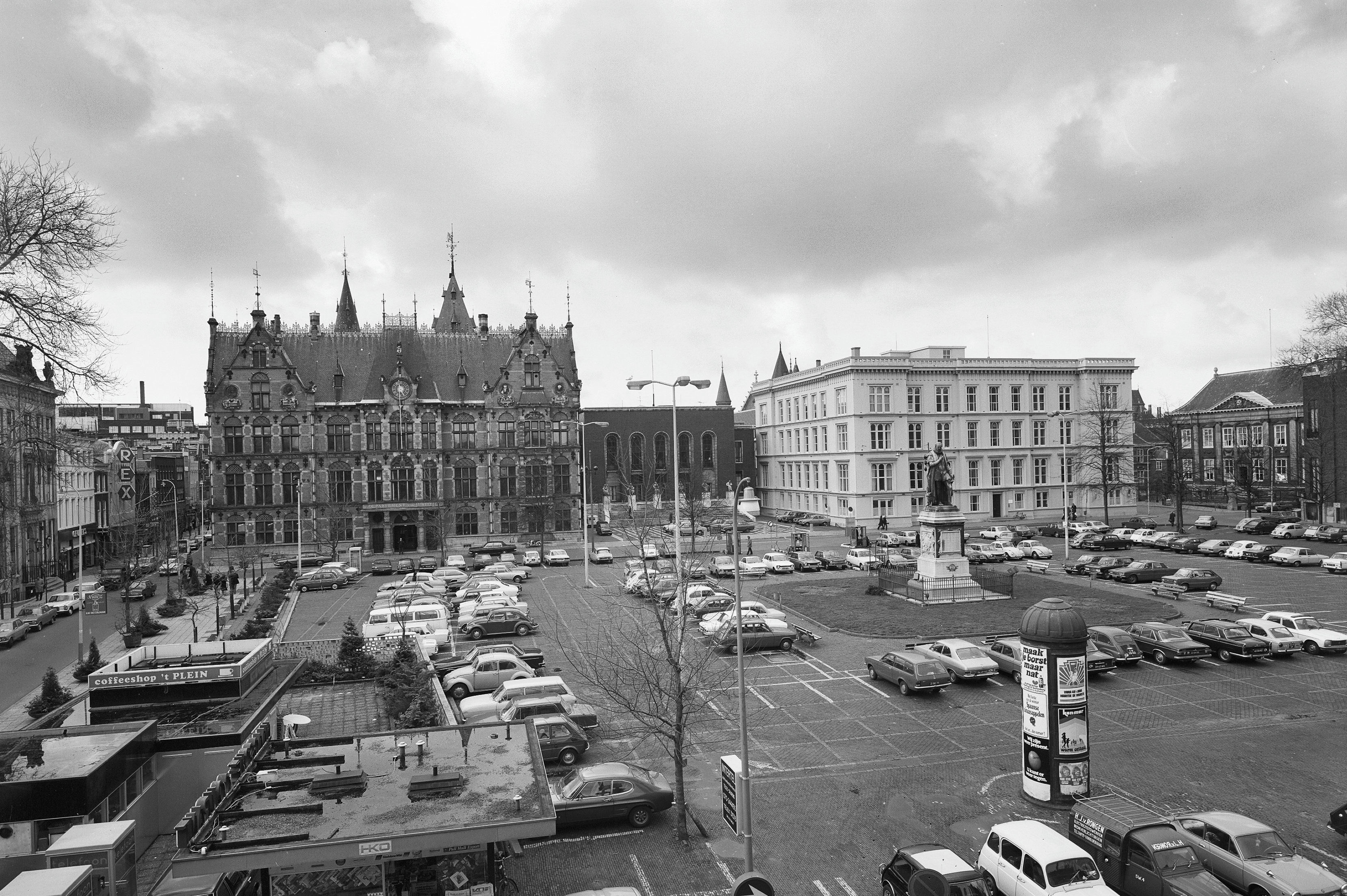
Ingang van de Hoge Raad aan het Plein (1975)
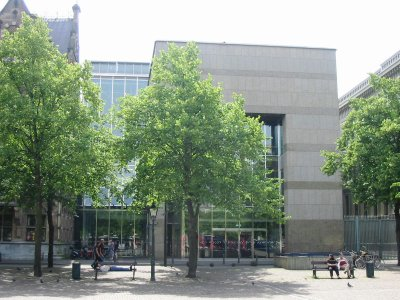
Ingang van de Tweede Kamer aan het Plein
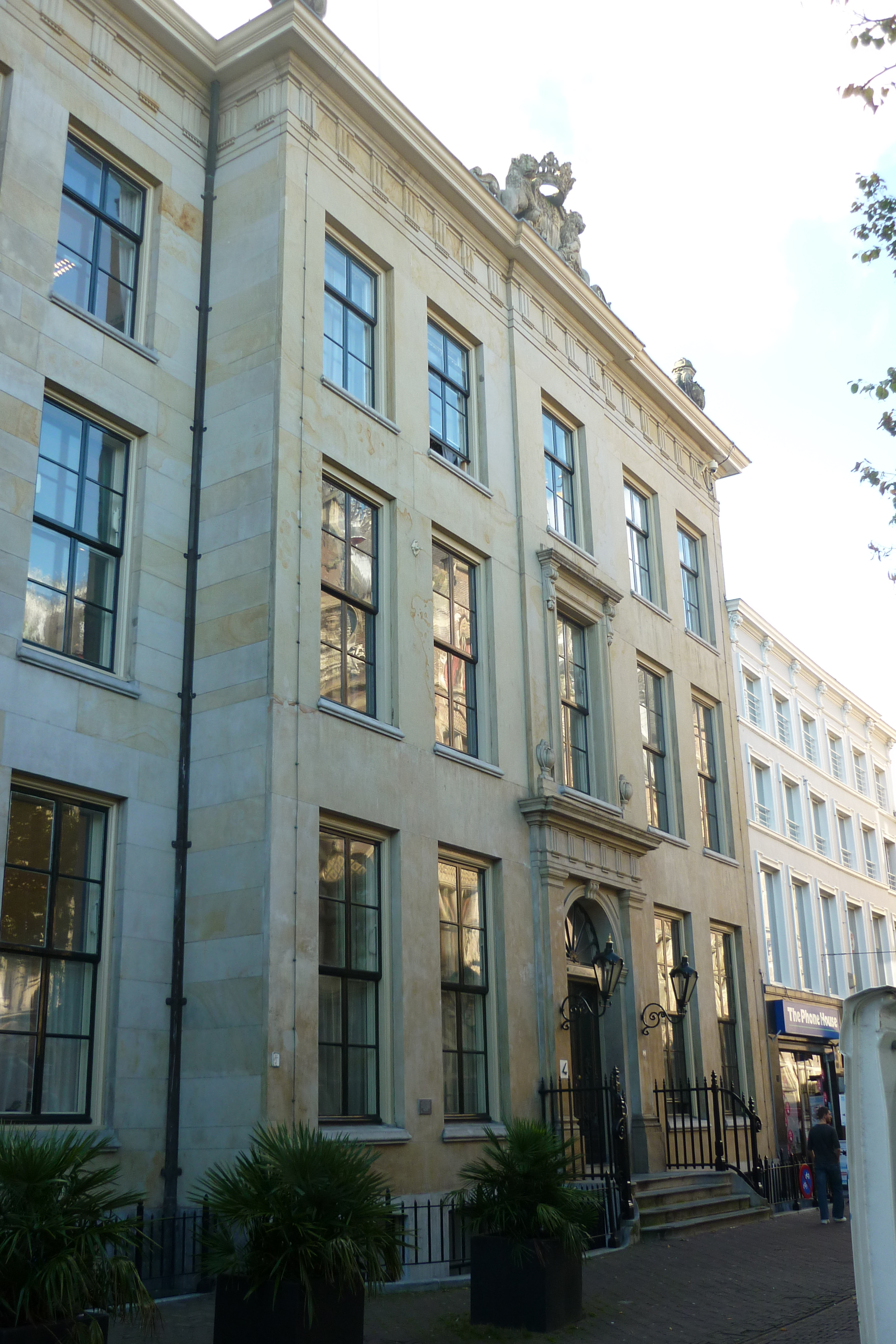
Logement van Rotterdam
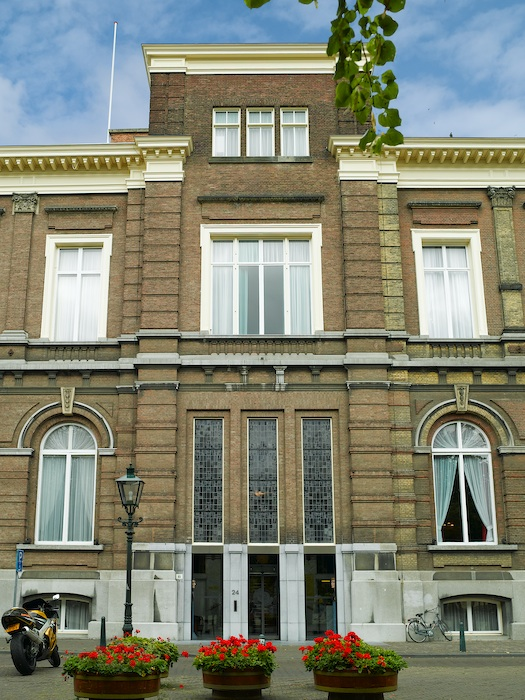
De Witte
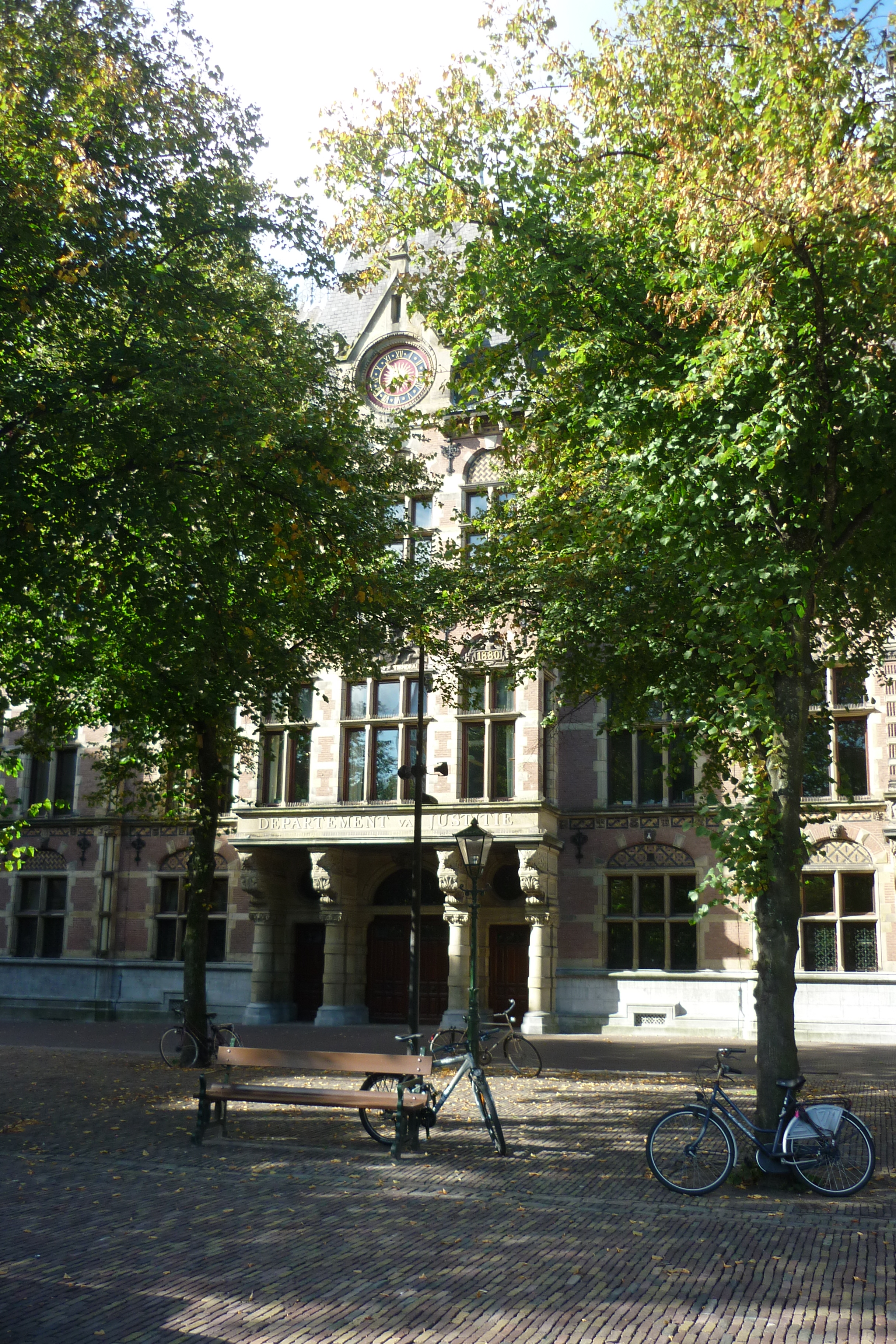
Justitie

## Verwijzingen
- Het Plein is een van de Haagse straten in de Nederlandse versie van het spel Monopoly.
- Het Plein wordt genoemd in het bekende lied O, o, Den Haag.